# Trachusa laeviventris
Trachusa laeviventris är en biart som först beskrevs av Dours 1873.  Trachusa laeviventris ingår i släktet hartsbin, och familjen buksamlarbin.

## Underarter
Arten delas in i följande underarter:
- T. l. atlantica
- T. l. laeviventris